# Hypostomus bolivianus
Hypostomus bolivianus är en fiskart som först beskrevs av Pearson 1924.  Hypostomus bolivianus ingår i släktet Hypostomus och familjen Loricariidae. Inga underarter finns listade i Catalogue of Life.